# Zerstörergeschwader 142 »Horst Wessel«
Zerstörergeschwader 142 »Horst Wessel« (dobesedno slovensko: Uničevalni polk 142 »Horst Wessel«; kratica ZG 142) je bil težko-lovski letalski polk (Geschwader) v sestavi nemške Luftwaffe.

## Organizacija
- štab
- I. skupina
- II. skupina
- III. skupina

## Vodstvo polka
Poveljniki polka (Geschwaderkommodore)
- Oberst Kurt-Bertram von Döring: 1. januar 1939